# 돈 올리비에리

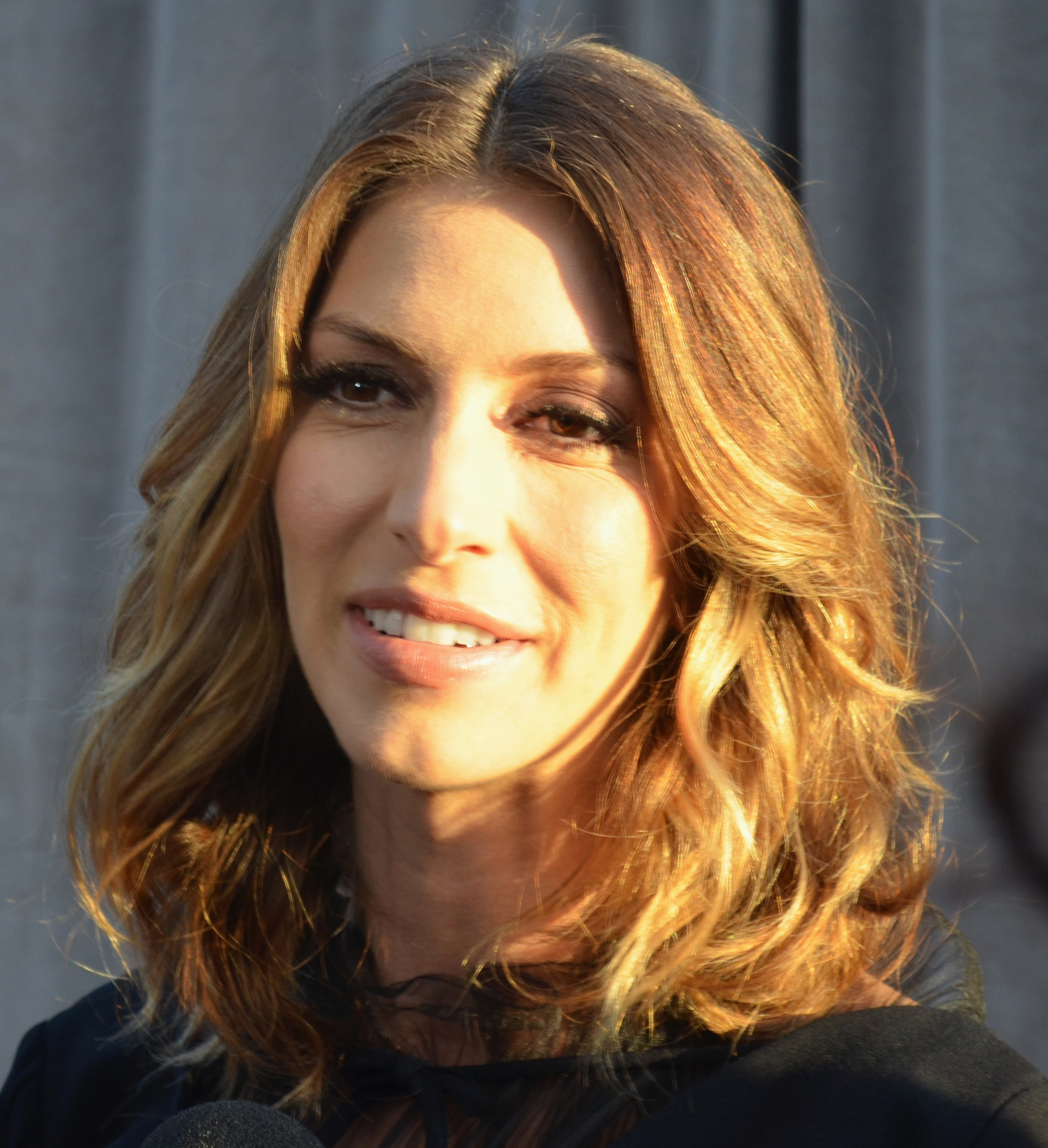

돈 올리비에리(Dawn Olivieri, 1981년 2월 8일 ~ )는 미국의 배우, 모델이다.
세인트피터즈버그에서 태어났다.

## 출연 작품
- 다르크 - 분노의 이방인 (2018년)
- 트래픽 (2018년)
- 브라이트 (2017년)
- 미셔너리 : 감춰진 그림자 (2013년) - 캐서린 역
- 플러쉬 (2013년) - 애니 역
- 아메리칸 허슬 (2013년) - 코스모 걸 역
- 그라울 (2011년)
- 도저스 (2010년)
- 파라다이스 로스트 (2010년)
- 마법의 히드라 (2009, Hydra)
- 데블스 덴 (2006년)

### 텔레비전
- CSI: 과학수사대 (2005)
- 내가 그녀를 만났을 때 (2006, 2008)
- 히어로즈 (2009-10)
- 커플수칙 (2010)
- 뱀파이어 다이어리 (2011)
- 캘리포니케이션 (2011)
- 하우스 오브 라이즈 (2012-16) - 모니카 탈보트 역
- 루시퍼 (2016)